# Champion Auto Equipment Company
Champion Auto Equipment Company war ein US-amerikanischer Hersteller von Automobilen.

## Unternehmensgeschichte
Das Unternehmen wurde 1916 in Wabash in Indiana gegründet. Im gleichen Jahr begann die Produktion von Automobilen. Der Markenname lautete Champion. Ebenfalls 1916 wurden Fahrzeuge auf der Chicago Automobile Show präsentiert. Noch 1916 endete die Produktion. Insgesamt entstanden 167 Fahrzeuge.
Es gab keine Verbindungen zur Champion Wagon Company und zur Champion Motors Corporation, die den gleichen Markennamen verwendeten.

## Fahrzeuge
Im Angebot stand nur ein Modell. Es hatte einen Vierzylindermotor mit 188 Kubikzoll Hubraum. Das entspricht 3081 cm³ Hubraum. Der Motor hatte einen L-Kopf und leistete 36 PS. Das Fahrgestell hatte 279 cm Radstand. Zur Wahl standen Roadster und Tourenwagen.